# 海洋分枝桿菌
海洋分枝桿菌（學名）是一種存在於海水和淡水中的細菌，屬分枝桿菌類，與結核桿菌同屬。在28-32℃水溫最為活躍，超過37℃則較難生存。所以，一旦入侵人體，只會在人體的筋膜蔓延，不會入侵溫度較高的內臟器官。然而，這並不代表它對人體的危害較輕，因為一旦被海產刺傷而感染了這種細菌，傷口只會不斷腫脹，而沒有明顯痛楚。因此，患者可能因此而輕視問題，使病況拖延，而要經歷長時間的治療周期（可長達6至9星期）。

## 歷史
海洋分枝桿菌原名Mycobacterium balnei，是一種非共生細菌，在入侵人體後能引起機會性感染。雖然這種細菌早在1926年就已為J.D. Aronson從一條魚中分離出來，但卻要到1951年，才由Linell及Norden發現這種細菌能使人類受到感染，並引起疾病。而這種非典型的分枝桿菌，過往曾經引致泳客的大規模感染。不過，在游泳池的建造及保養方面經改善後，泳客現時已甚少在泳池感染到這類細菌。不過，這種細菌在海灘仍有發現。
海洋分枝桿菌亦可能在水族箱出現，假若飼養的魚類已受到細菌感染，牠們亦會把細菌帶到水族箱內。已知第一宗透過水族箱接觸而受到海洋分枝桿菌感染的個案發生在1962年。對於水族業者來說，被海洋分枝桿菌感染是他們的職業所要面對的可能意外，但其實更多的個案都是由水族熱愛者在家裡的水族箱被感染。雖然細菌亦可能透過被魚鯺刺傷或被魚咬而感染，大多數感染個案都是在清潔水族箱或為水族箱換水時受感染的。此外，若兒童的沐浴設備之前曾被用作處理魚缸水，兒童亦可能在洗澡時被間接感染。由於現時大眾對由這種細菌引起的疾病的關注，使世界上愈來愈多的發現病例。

## 臨床特徵
海洋分枝桿菌所造成的皮膚損害可以單獨的，而更經常的是多重的。一般來說，在皮膚上會出現瘤或疹。曾經發現會出現紅色板塊。這些損害可以是疼痛的或沒有痛楚，並且會反覆不定。與游泳池有關的損害一般會出現在手肘、膝蓋及腳掌上，而與水族箱有關的則會出現在手掌及手指上。阻止海洋分枝桿菌在37℃下的生長是與其感染身體較冷位置（尤其是四肢）的能力有關。損害會在2-4個星期的潛伏期後出現，3-5個星期後會發大至1-2.5厘米直徑。雖然大部份的感染很多時都不會痛，但疾病可以發展得很快。在免疫系統受損的病人身上，會罕有的出現擴散性的感染及菌血症。

## 診斷
一般現時就海洋分枝桿菌的感染都會被延誤，原因是感染的罕有性及未能即時想起與海水接觸的經驗。一般的誤診包括有真菌及寄生蟲的感染、皮結核、類風濕性關節炎、異物反應及皮膚腫瘤。對於海洋分枝桿菌感染的診斷需要高度的懷疑及完整的歷史協助。長時間延誤診斷可以導致嚴重及破壞性的感染。在主要的隔離下，海洋分枝桿菌會在30-33℃的培養基中生長7-21日。不像肺結核菌，大部份海洋分枝桿菌的菌株並不會在37℃中生長。菌族呈奶油色，並在陽光下轉為黃色。海洋分枝桿菌可以用一般的分枝桿菌確認方法來辨認。它們生長得很快及可以按其需光產色的特徵來辨認。海洋分枝桿菌感染可以用抗分枝桿菌的藥物來治療。由於海洋分枝桿菌是一種很普遍導致皮膚感染的細菌，雖然有時種菌的結果不明顯，但仍可以從一般的病徵來確認。多種DNA的技術可以用來分類分枝桿菌。所有這些研究都顯示潰瘍分枝桿菌及海洋分枝桿菌有很大的分別。一些海洋分枝桿菌的分離枝會包含跳躍基因IS2404，但是沒有菌株會包含IS2606。潰瘍分枝桿菌的分離株對兩者都呈陽性反應。過往認為IS2404及IS2606是對潰瘍分枝桿菌特定的，但最近的研究卻證明只有IS2606是正確的。
對海洋分枝桿菌感染的治療須視乎感染的嚴重性。使用抗生素對表面的感染能有效用，而對擴大及深入的感染則可以要依靠外科手術。

## 外部連結
- . NCBI Taxonomy Browser.   [2018-01-26]. 1781. （原始内容存档于2018-02-01）.
- Type strain of Mycobacterium marinum at BacDive -  the Bacterial Diversity Metadatabase （页面存档备份，存于）

Template:Mycobacteria
Template:Gram-positive actinobacteria diseases
Template:fish disease topics